# 1308 Halleria
Halleria (asteróide 1308) é um asteróide da cintura principal com um diâmetro de 43,16 quilómetros, a 2,8707594 UA. Possui uma excentricidade de 0,0134686 e um período orbital de 1 813,08 dias (4,97 anos).
Halleria tem uma velocidade orbital média de 17,46022294 km/s e uma inclinação de 5,57162º.
Esse asteróide foi descoberto em 12 de Março de 1931 por Karl Reinmuth.